# Calumma peyrierasi
Calumma peyrierasi е вид влечуго от семейство Хамелеонови (Chamaeleonidae). Видът е уязвим и сериозно застрашен от изчезване.

## Разпространение и местообитание
Разпространен е в Мадагаскар.
Обитава гористи местности, национални паркове, планини, възвишения и храсталаци.